# Sinedu Tadesse
Sinedu Tadesse (1974 – mất ngày 28 tháng 5 năm 1995) là một sinh viên tại Đại học Harvard, người đã đâm chết bạn cùng phòng của cô là Hồ Phương Trang, đến chết, sau đó tự sát. Vụ việc có thể đã dẫn đến một loạt các thay đổi đối với việc quản lý sinh viên tại Harvard. Tadesse được chôn cất tại Nghĩa trang Chính thống giáo Ethiopia, Addis Ababa, Ethiopia.

## Tiểu sử
Tadesse đã lớn lên trong một gia đình khá giả ở Ethiopia trong thời kỳ lịch sử hỗn loạn. Cha cô đã bị bỏ tù hai năm khi Tadesse khoảng bảy tuổi. Cô bị bạn bè cũng như các thành viên gia đình tẩy chay trong những năm thơ ấu ở Ethiopia. Tadesse sau đó tập trung vào học hành, được nhận vào trường Cộng đồng Quốc tế danh tiếng, nơi cô tốt nghiệp thủ khoa và được nhận vào Harvard.
Tại Harvard, Tadesse duy trì điểm trung bình hạng B quá thấp để được nhận vào ngành Y Đại học Harvard, nhưng có khả năng đủ cao để vào các trường y khoa tốt khác. Cô không có bạn bè, xa cách ngay cả với những người thân mà cô có trong khu vực. Tadesse đã gửi một lá thư mẫu cho hàng chục người lạ mà cô chọn từ danh bạ điện thoại, mô tả sự bất hạnh của cô và cầu xin họ làm bạn với cô.
Sau năm thứ nhất, bạn cùng phòng của cô nói với cô rằng cô ta sẽ chuyển phòng ở chung với người khác. Trong năm thứ hai và thứ ba của mình, Tadesse ở cùng với Hồ Phương Trang, một sinh viên người Việt xinh đẹp và học giỏi ở Harvard, và Tadesse rất thích cô ấy. Tadesse rất muốn được chú ý và trở nên tức giận khi Trang bắt đầu xa cách. Tadesse đã phản ứng và tuyệt vọng khi Trang tuyên bố quyết định ở chung phòng với một nhóm nữ sinh khác vào năm cuối và hai người phụ nữ ngừng nói chuyện và tiếp xúc với nhau.

## Giết Hồ Phương Trang và tự tử
Vào tuần trước khi giết chết Trang, Tadesse đã mua hai con dao và dây thừng, cô ta đã gửi một bức ảnh của mình với một bức thư nặc danh tới The Harvard Crimson, nói rằng "Hãy giữ bức ảnh này. Sẽ sớm có một câu chuyện rất thú vị liên quan đến người phụ nữ này." Cô ấy đã làm một bài kiểm tra cuối cùng, và có một cuộc hẹn hò với một sinh viên người Ethiopia, người sau đó nói rằng anh ấy nhận ra rằng cô ấy đã nói lời tạm biệt với anh ấy.
Vào ngày 28 tháng 5 năm 1995, Tadesse đã đâm Hồ Phương Trang 45 nhát bằng một con dao sắc nhọn, giết chết cô. Tadesse cũng tấn công một trong những người bạn của Trang tên Thảo, một cô gái 26 tuổi, bị thương nặng. Tadesse sau đó treo cổ trong phòng tắm.

## Hậu quả

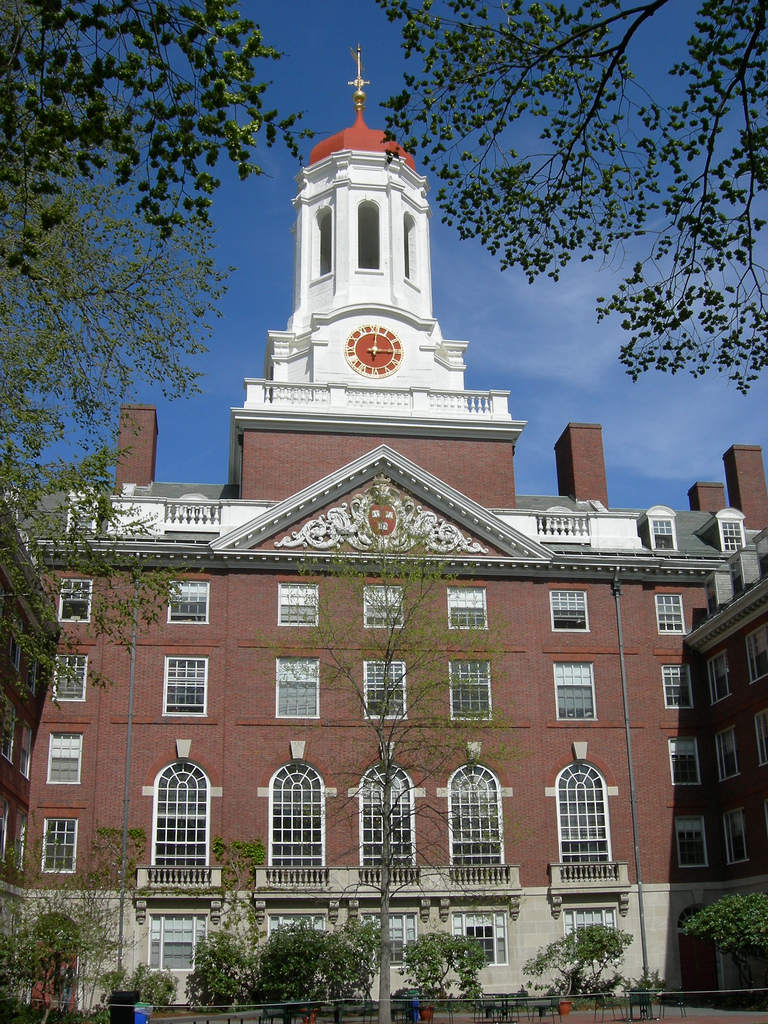
Dunster House

Gia đình của Hồ Phương Trang nghĩ rằng Harvard có thể ngăn chặn cái chết của cô. Năm 1998, họ đã đệ đơn kiện nhà trường, cáo buộc "cái chết sai lầm, nỗi đau và sự đau khổ và cảm xúc đau khổ", và buộc tội trường đại học, cũng như nhiều người phụ trách tại Dunster House, với sự bất cẩn. Họ cảm thấy rằng trường đại học có nhiều bằng chứng cho thấy Tadesse đang mất trí và trở nên kiên quyết với sự báo thù bạo lực, và trường đại học có thể ngăn chặn cái chết.

## Trong văn hóa
Melanie Thernstrom, người đã tốt nghiệp Harvard năm 1987, đi đến nhà của Tadesse ở Ethiopia và xem nhật ký của Tadesse, nhật ký ghi nhận sức khỏe tinh thần của Tadesse ngày càng xấu đi, luôn tưởng tượng, ám ảnh về một người bạn lý tưởng và nỗ lực tìm kiếm sự chăm sóc tâm thần hiệu quả.